# Masacre en la calle Bracka en Varsovia

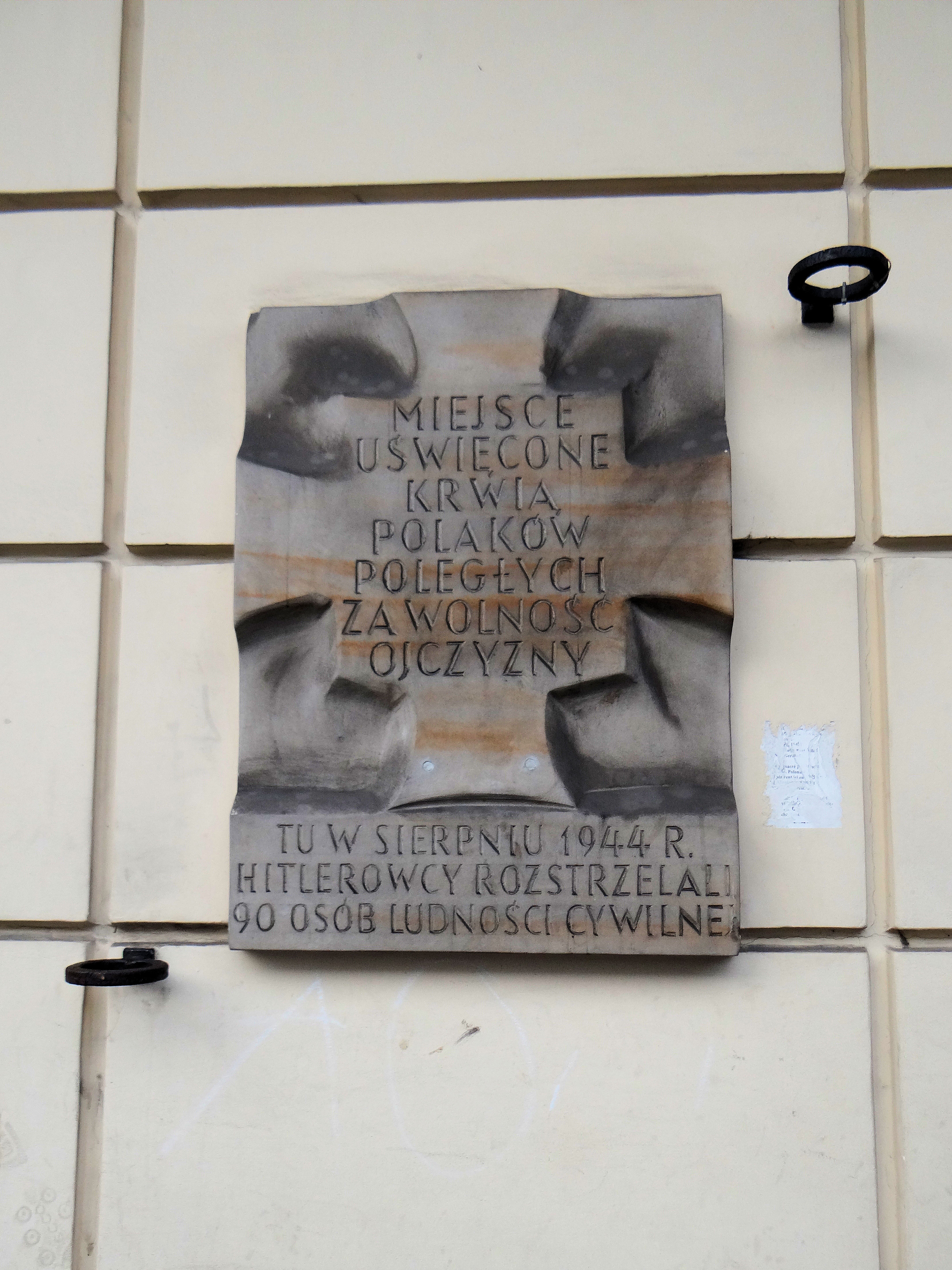
Placa que conmemora a las víctimas de la masacre en la calle Bracka

Masacre en la calle Bracka en Varsovia fue una serie de asesinatos, incendios y otras violaciones graves del derecho internacional humanitario cometidos por soldados de la Wehrmacht alemana durante los intentos de desbloquear el tramo de Aleje Jerozolimskie, mantenido por los insurgentes de Varsovia.
Durante los combates del 3-4 de agosto de 1944, los soldados del 4º Regimiento de Granaderos de Prusia Oriental utilizaron repetidamente a civiles polacos como escudos humanos, protegiendo los ataques de los tanques contra las barricadas insurgentes. También cometieron varios asesinatos de prisioneros de guerra y residentes de casas en la calle Bracka y Aleje Jerozolimskie. El número de víctimas podría superar las 200.

## Ataque alemán a la Estación Central
Aleje Jerozolimskie y el adyacente Puente Poniatowski constituyeron una de las arterias de comunicación más importantes de Varsovia, a la que los alemanes pudieron entregar alimentos y suministros para sus unidades que luchaban contra el Ejército Rojo en la orilla derecha del Vístula. El primer día del Levantamiento de Varsovia (1 de agosto de 1944), los soldados del Ejército Nacional atacaron los edificios alemanes más importantes en Aleje Jerozolimskie (incluyendo la Estación Central, el edificio del Banco de la Economía Nacional y el Puente Poniatowski), pero no bloquearon esta arteria en ningún lugar. Solo a la altura de la calle Bracka fue posible establecer una débil conexión con las unidades del Ejército Nacional en el Śródmieście Sur. La situación no cambió a favor de los insurgentes hasta el 3 de agosto. Ese día, en las primeras horas de la mañana, los soldados del grupo Chrobry II lograron controlar los edificios de la Estación Postal Central en el cruce de Aleje Jerozolimskie y la calle Żelazna. La misma unidad conquistó entonces la así llamada Casa Turística ubicada frente a la estación, donde se estableció contacto con los soldados del Grupo Gurt, que plantaron el cercano edificio del Instituto Geográfico Militar. Alrededor de las 10:00 los soldados de ambas unidades se dirigieron al túnel de kolej średnicowa (que conecta las estaciones Warszawa Wschodnia y Warszawa Zachodnia), donde capturaron una parte del tren de evacuación alemán, adquiriendo muchas armas. Aleje Jerozolimskie junto con la línea de ferrocarril adyacente fueron bloqueadas por los insurgentes a partir de ese momento.
Los alemanes rápidamente comenzaron a contraatacar. Alrededor del mediodía, una fuerte columna blindada entró en Aleje Jerozolimskie desde el lado de la calle Towarowa, que cruzó desde Wola hacia el Puente Poniatowski. Los tanques alemanes, frente a los cuales varios centenares de civiles capturados en Wola eran apresados como escudos humanos, asfixiaron con el fuego a los defensores de la Estación de Correos, para llegar al área alrededor del puente alrededor de las 13:00. A su vez, alrededor de las 15:00 desde el lado del Puente Poniatowski, dos batallones del 4º Regimiento de Granaderos de Prusia Oriental (traídos el día anterior desde Zegrze) comenzaron a atacar. La infantería alemana apoyada por varios tanques estaba haciendo una incursión a lo largo de la avenida 3 Maja y Aleje Jerozolimskie, tratando de llegar a la Estación Central, que todavía estaba atendida por tropas alemanas. En el tramo entre la calle Bracka y Nowy Świat, los Granaderos de Prusia Oriental encontraron una fuerte resistencia de los soldados polacos de la 3ª compañía del batallón Kiliński y del llamado Colegio C (el lado par de Aleje Jerozolimskie), del batallón KB Sokół y de la tropa Bełt del Ejército Nacional (casas en el lado impar). Hasta las 7 de la tarde, los alemanes lograron controlar parcialmente el tramo de Aleje Jerozolimskie entre Nowy Świat y calle Marszałkowska, pero no lograron llegar a la Estación Central. Además, los soldados del Ejército Nacional lograron mantener las unidades en las casas en Aleje Jerozolimskie 17 y 21. Debido a las graves pérdidas y a la fuerte resistencia de los insurgentes, los alemanes tuvieron que detener el ataque y retirar a las principales fuerzas del regimiento en la zona del edificio del Museo Nacional. Solo dejaron el seguro en las casas incendiadas número 19 y número 25.
El 4 de agosto, Aleje Jerozolimskie se convirtieron de nuevo en una arena de feroces luchas. Por la mañana, los granaderos de Prusia Oriental reanudaron su ataque en dirección oeste. Luego una fuerte columna de vehículos e infantería de la 19.ª División Blindada alemana (de 60 a 80 tanques y cañones de asalto) estalló desde las cercanías del Puente Poniatowski hacia Ochota. Como resultado de un fuerte fuego del enemigo, los soldados del Ejército Nacional tuvieron que abandonar temporalmente la Estación Postal Central que estaba en llamas. Sin embargo, los alemanes sufrieron graves pérdidas (solo la 19.ª División Blindada perdió 11 muertos y 40 heridos). El enemigo tampoco hizo ningún intento de plantar y asegurar permanentemente Aleje Jerozolimskie. Los alemanes solo mantenían la Estación Central, el edificio del BGK y el edificio del Museo Nacional, y también dejaron varias instituciones en las ruinas de casas en el tramo entre la calle Nowy Świat y Marszałkowska. Por otra parte, los soldados del Ejército Nacional siguieron manteniendo sus posiciones en el edificio de la Estación Postal y en el edificio número 17. Por consiguiente, ninguna de las partes pudo utilizar Aleje Jerozolimskie como vía de comunicación. Fue solo después de muchos días de lucha que los insurgentes lograron asegurar el tramo Aleje Jerozolimskie entre la calle Nowy Świat y Marszałkowska, que se convirtió en el único corredor terrestre que conectaba el Śródmieście Norte y Sur (10-25 de agosto).

## Delitos contra prisioneros y civiles

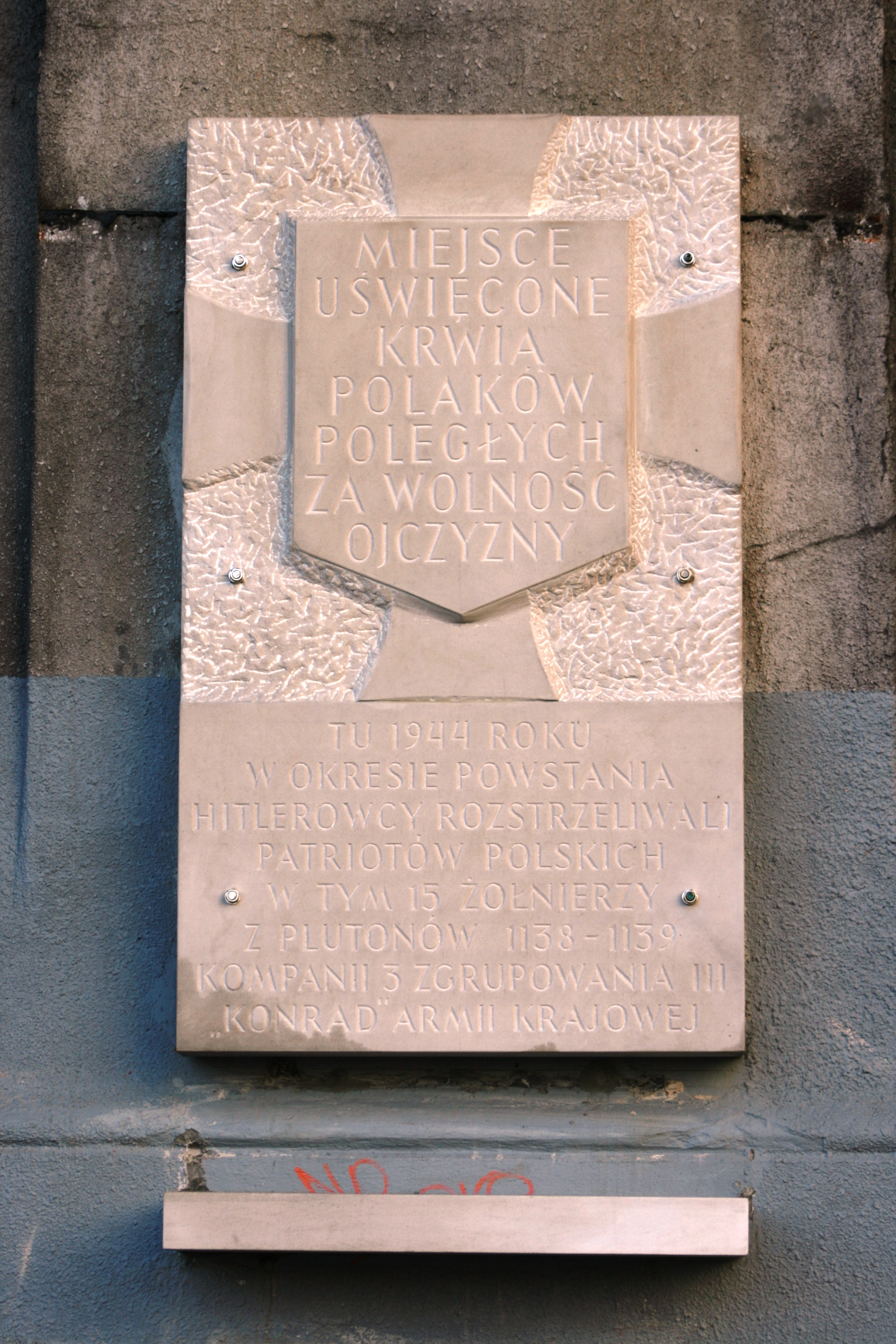
Placa debajo del Puente Poniatowski que conmemora a los soldados asesinados de los pelotones 1138 y 1139 del Ejército Nacional.

Durante las luchas del 3 y 4 de agosto de 1944, los Granaderos de Prusia Oriental cometieron una serie de crímenes de guerra. En todo el recorrido del ataque, la población polaca fue expulsada de las casas capturadas por los alemanes, y luego conducida al edificio del Museo Nacional. En la tarde del 3 de agosto, más de 4000 civiles se encontraron en los sótanos del edificio. Solo el 4 de agosto por la tarde los alemanes entregaron algo de comida a los expulsados y permitieron que los médicos ayudaran a los heridos.
Los civiles polacos capturados en Praga y en las casas de la Avenida 3 Maja fueron utilizados por los soldados alemanes como escudos humanos, protegiendo a los ataques de los tanques a las barricadas de los insurgentes. Según el relato dado por el testigo de estos hechos a los editores de la revista insurgente La República de Polonia (n.º 26 (98) del 15 de agosto de 1944), en la mañana del 3 de agosto un oficial de las fuerzas armadas alemanas eligió a unos 60 hombres entre la multitud de civiles encarcelados en los sótanos del Museo Nacional. Luego les ordenó formar una columna (5-6 personas en cada fila), que se precipitó frente a los tanques hacia las posiciones de los insurgentes. Al lado de la barricada polaca, en el cruce de la calle Bracka y Aleje Jerozolimskie, los civiles del escudo humano se metieron en el fuego cruzado y fueron masacrados. Los alemanes dispararon o lanzaron granadas contra los rehenes que huyeron o trataron de esconderse de las balas. Como resultado, murieron entre 50 y 60 civiles polacos. Dicho testigo declaró que solo cinco hombres lograron regresar al Museo Nacional, entre ellos tres heridos y quemados (uno de ellos murió pronto).
Los alemanes actuaron de manera similar durante los combates del 4 de agosto. Esta mañana, unos 100 hombres -civiles y algunos insurgentes capturados en Powiśle- fueron sacados del sótano del Museo Nacional y precipitados hacia las barricadas de los insurgentes. Muchos rehenes murieron durante el tiroteo o fueron asesinados por los alemanes. Unos pocos lograron escapar a la zona controlada por los insurgentes. Los rehenes también fueron utilizados para cubrir la columna de la 19.ª División Blindada alemana, que se abría paso hacia el oeste. Inicialmente, los civiles detenidos en los sótanos del museo volvieron a ser utilizados con este fin. Sin embargo, muchos rehenes huyeron o murieron en la primera fase del ataque. En ese momento, los alemanes sacaron a varios cientos de civiles de sus casas en el cruce de las calles Marszałkowska y Nowogrodzka y Aleje Jerozolimskie. Ellos protegieron el paso de la columna hasta el cruce de Aleje Jerozolimskie y la calle Chałubińskiego, donde permanecieron bajo vigilancia durante varias horas.
Los Granaderos de Prusia Oriental también llevaron a cabo varias ejecuciones los días 3 y 4 de agosto. Según un informe de situación preparado por una unidad desconocida del Ejército Nacional en la noche del 5 de agosto de 1944, los alemanes asesinaron a todos los hombres capturados en las casas en Aleje Jerozolimskie número 8 y número 16 y en la casa de la esquina de Nowy Świat y Avenida 3 Maja. En el puesto médico de los insurgentes en Aleje Jerozolimskie 16, un médico que ayudaba a los heridos fue asesinado a tiros, y la jefa de la sección sanitaria quemada en un edificio incendiado por los alemanes. En cambio, el Boletín Informativo n.º 43/44 informaba que los alemanes eran responsables de la muerte de residentes de las casas de vecindad de la calle Bracka 17 y Aleje Jerozolimskie 19 (40 hombres y varias mujeres iban a ser asesinados en esta última casa). Antoni Przygoński estimó el número total de personas ejecutadas en unas 100. Los hombres que vivían en la esquina de la calle Marszałkowska y Aleje Jerozolimskie evitaron la muerte porque Ślązak (en español, silesiano), incorporado a la Wehrmacht, les permitió escapar en el momento oportuno a la casa ocupada por los insurgentes.
También fueron asesinados los insurgentes que fueron llevados cautivos. Una de las ejecuciones más grandes tuvo lugar en Powiśle, donde después de un asalto fallido en el Puente Poniatowski varias decenas de soldados mal armados de los pelotones 1138 y 1139 del Tercer Grupo de Ejércitos Nacional Konrad fueron aislados en la casa en la Avenida 3 Maja número 2. Durante un contraataque alemán el 3 de agosto de 1944, los tanques rompieron la puerta de la casa y los aterrorizados residentes colgaron la bandera blanca. Los soldados del Ejército Nacional lograron deshacerse de armas y brazaletes insurgentes, y luego se involucraron en un grupo de civiles. Después de tomar el control sobre la casa, los alemanes separaron a los hombres de las mujeres y comenzaron el proceso de selección. Barbara Sikora, la hija del portero, y confidente conocida de la Gestapo (reveló que unos 50 soldados del Ejército Nacional se habían escondido en la casa) les ayudó activamente a encontrar a los insurgentes. Volksdeutsch Koenig también participó en la selección, pero no indicó ningún insurgente e incluso rescató a varios soldados. Finalmente, los alemanes eligieron entre la multitud a 20 soldados del Grupo Konrad, a los que reunieron bajo el arco del viaducto (el llamado caracol). La inquilina de la casa logró sobornar a los guardias y sacar Zbysław Przepiórka, seudónimo Zbyszko del grupo de convictos. Probablemente el mismo día los 19 prisioneros restantes fueron fusilados bajo el viaducto. Los alemanes llevaron al segundo grupo de sospechosos, la mayoría de ellos insurgentes ocultos, a la calle Wioślarska. Sus testimonios fueron tan coherentes que los alemanes decidieron no ejecutarlos inmediatamente y cerraron a los detenidos en la torre del Puente Poniatowski. Estuvieron detenidos allí durante casi dos semanas (la población de Saska Kępa les proporcionó alimentos y agua). Alrededor del 18 al 19 de agosto, los prisioneros fueron llevados al cuartel en la calle 11 listopada en Praga, donde trabajaron durante dos semanas en la carga de vagones. Más tarde, fueron deportados al campo de tránsito en Pruszków, y de allí a KL Stutthof.
Durante las luchas para desbloquear Aleje Jerozolimskie, los alemanes hicieron una serie de daños materiales. El 3 de agosto, con la ayuda de la gasolina y los disparos de tanques, incendiaron las casas en Aleje  Jerozolimskie número: 18, 20, 22, 32, 34 y 36, así como los pisos superiores de la casa de vecindad en la calle Bracka 17. El fuego también envolvió fragmentos del lado impar de Aleje Jerozolimskie. A su vez, al día siguiente, los alemanes prendieron fuego a todas las casas de vecindad en el lado par de Aleje Jerozolimskie, en el tramo entre la calle Bracka y Nowy Świat. Todas las casas entre la calle Smolna y la Avenida 3 Maja también fueron incendiadas, así como varias casas en la calle Nowy Świat (en estas últimas los alemanes debían impedir que los civiles fueran evacuados de los edificios en llamas).
Todos los crímenes descritos anteriormente se llevaron a cabo con el conocimiento y la aprobación del comando alemán. El soldado capturado del 4º Regimiento de Granaderos de Prusia Oriental, Walther Brunon Dolingkeit (pastor protestante civil), testificó que a su unidad se le había ordenado matar a todos los hombres que encontraron, sacarlos a las mujeres y niños de sus casas y quemar los edificios. Los civiles encarcelados en el edificio del Museo Nacional fueron tomados como rehenes. En el informe de situación vespertino del 9º Ejército alemán del 4 de agosto de 1944, se afirmaba que de los casi 4.000 habitantes de Varsovia, mujeres y niños serán liberados esta noche, se les instruirá que si el fuego no se interrumpe antes de las 8 de la mañana, deberán las ejecuciones de sus maridos y de sus padres y de todos los demás hombres, porque los soldados son incapaces de distinguir quién es el enemigo y quién es el amigo. Al final, esta amenaza no se realizó. Algunos hombres (calificados como enfermos) fueron liberados junto con mujeres y niños. El resto fue deportado de Varsovia.

## Comentarios
1. ↑  El grupo de choque fue comandado por el teniente Zbigniew Brym, seudónimo Zdunin.
2. ↑  La columna constaba de unos doce tanques, probablemente pertenecientes a la División Hermann Göring.
3. ↑  Las mujeres y otros inquilinos fueron conducidos a Saska Kępa y se les permitió regresar a casa después de algún tiempo.